# Chester Barnes
Chester Barnes (* 27. Januar 1947 in Greater London; † 18. März 2021) war ein englischer Tischtennisspieler mit aktiver Zeit in den 1960er und 1970er Jahren. Er wurde 1966 Vize-Europameister im Mixed.

## Werdegang
Barnes’ ursprünglicher Vorname war George. Seine Eltern ließen ihn nach dem englischen Komiker Charlie Chester in Chester umbenennen. Mit 16 Jahren wurde er erstmals englischer Meister. Es folgten noch weitere 11 Titelgewinne:
- Einzel: 1963, 1964, 1965, 1971, 1974
- Doppel: 1965–1968 mit Ian Harrison, 1971 mit Trevor Taylor
- Mixed: 1965 mit Mary Shannon, 1971 mit Karenza Mathews

1966, 1971 und 1973 belegte er in der englischen Rangliste Platz eins. In der ITTF-Weltrangliste wurde er 1965 auf Platz 16 geführt.
Von 1963 bis 1969 wurde Chester Barnes für die Teilnahme an allen vier Weltmeisterschaften nominiert. Dabei kam er nie in die Nähe von Medaillenrängen. 1964 und 1966 war er bei Europameisterschaften vertreten. Dabei erreichte er im Mixed mit Mary Shannon-Wright das Endspiel, das gegen das tschechische Paar Vladimír Miko/Marta Lužová verloren ging.

## Werke
Chester Barnes verfasste mehrere Bücher zum Thema Tischtennis:
- More Than a Match, Stanley Paul & Co. Ltd., 1969, ISBN 978-0-09-099310-9
- Modern Table Tennis Tactics, 1972, ISBN 978-0-7207-0562-1
- Table Tennis, 1975, ISBN 978-0-7207-0791-5
- Advanced Table Tennis Tactics: How the world's top players win, 1977, ISBN 978-0-207-95721-5
- Power in the darkness: Chester Barnes photography, 1999, ISBN 978-0-9527571-0-8

## Privat
Chester Barnes war verheiratet und hatte zwei Kinder.

## Turnierergebnisse
| Verband | Veranstaltung       | Jahr | Ort       | Land | Einzel     | Doppel        | Mixed         | Team |
| ------- | ------------------- | ---- | --------- | ---- | ---------- | ------------- | ------------- | ---- |
| ENG     | Europameisterschaft | 1966 | London    | ENG  | letzte 16  | Viertelfinale | Silber        |      |
| ENG     | Europameisterschaft | 1964 | Malmö     | SWE  | letzte 16  |               | Viertelfinale |      |
| ENG     | Weltmeisterschaft   | 1969 | München   | FRG  | letzte 64  | letzte 64     | letzte 32     | 6    |
| ENG     | Weltmeisterschaft   | 1967 | Stockholm | SWE  | letzte 32  | Viertelfinale | letzte 16     | 8    |
| ENG     | Weltmeisterschaft   | 1965 | Ljubljana | YUG  | letzte 64  | letzte 32     | letzte 64     | 7    |
| ENG     | Weltmeisterschaft   | 1963 | Prag      | TCH  | letzte 128 | letzte 32     | letzte 128    | 9    |